# Webmail
Una webmail è un'applicazione web che permette di gestire uno o più account di posta elettronica attraverso un navigatore web.

## Descrizione

### Funzionamento
Generalmente viene fornita come servizio ad abbonati di un fornitore di connessione Internet oppure come servizio gratuito di posta elettronica, previa registrazione dell'utente. In alcune aziende la webmail viene fornita come servizio ai dipendenti in modo che possano leggere la propria posta da casa oppure fuori sede. Attraverso l'interfaccia grafica, dopo il login dell'utente, si stabilisce una normale connessione verso un server di posta SMTP, IMAP o POP (POP3). Generalmente si utilizza IMAP per la sua struttura a cartelle sottoscrivibili.

### Principali funzionalità
- Gestione di cartelle
- Creazione di filtri personalizzati
- Smistamento dei messaggi di posta in arrivo
- Rubrica centralizzata e personale

Oltre a queste vi possono essere alcuni servizi aggiuntivi offerti dal gestore della webmail quali:
- Riconoscimento di spam e virus informatici
- Dizionari e controllo degli errori ortografici
- salvataggio di singole mail (a volte anche in formati standard) o esportazione/importazione massiva
- Funzione di firma e cifratura tramite PGP
- Plug-in all'interno di Lotus Notes

## Analisi

### Vantaggi
- È possibile leggere la propria posta ovunque vi sia una connessione ad internet.
- I messaggi non necessitano di essere scaricati.
- I servizi gratuiti permettono registrazioni anonime.
- Le caselle di posta possono essere amministrate molto facilmente.

### Svantaggi
- È richiesta una connessione sia per la visualizzazione che per la composizione dei messaggi.
- Una connessione lenta inficia la funzionalità generale della webmail.
- Generalmente l'esportazione dei messaggi è limitato ad uno alla volta, non è possibile esportare una cartella di e-mail.

## Servizi famosi

### Dettagli
| Webmail                         | Proprietario           | Rilasciato                                                  | Mailbox storage                                                    | Limite massimo allegati                                               | Lingue supportate | POP3                                 | IMAP                          | SMTP                          | Protocollo crittografico      | Scadenza account (inattività)               |
| ------------------------------- | ---------------------- | ----------------------------------------------------------- | ------------------------------------------------------------------ | --------------------------------------------------------------------- | ----------------- | ------------------------------------ | ----------------------------- | ----------------------------- | ----------------------------- | ------------------------------------------- |
| AOL Mail                        | AOL Inc.               | 21 marzo 1993                                               | Illimitato                                                         | 25 MB                                                                 | 54                | Sì                                   | Sì                            | Sì                            | SSL                           | 3 mesi                                      |
| Gmail                           | Google Inc.            | 1º aprile 2004                                              | 15 GB                                                              | 25 MB (10 GB per file via Google Drive)                               | 71                | Sì                                   | Sì                            | Sì                            | SSL, TLS                      | 9 mesi                                      |
| iCloud                          | Apple Inc.             | 12 ottobre 2011                                             | 5 GB (gratuito), 20, 200, 500 GB o 1 TB mese                       | 20 MB (5 GB per messaggio con Mail Drop via iCloud)                   | 4                 | No                                   | Sì                            | Sì                            | SSL, TLS                      | Mai                                         |
| Lycos                           | Lycos, Inc.            | 1994                                                        | Gratuito 500 MB dall'ottobre 2016, in precedenza 3 GB Premium 5 GB | 35 MB                                                                 | Inglese           | Solo la versione plus                | Solo la versione plus         | Solo la versione plus         | SSL                           | 1 mese                                      |
| Mail.ru                         | Mail.ru                | 17 settembre 1999                                           | Illimitato                                                         | 25 MB                                                                 | 4                 | Sì                                   | Sì                            | Sì                            | SSL, TLS                      | 6 mesi (free); fino al termine di pagamento |
| Outlook.com (Live Mail/Hotmail) | Microsoft              | 4 luglio 1996 (come Hotmail) 31 lug 2012 (come Outlook.com) | Illimitato                                                         | 25 MB (illimitato via OneDrive)                                       | 106               | Sì                                   | Sì                            | Sì                            | SSL, Exchange ActiveSync      | 270 giorni                                  |
| ProtonMail                      | Proton Technologies AG | 2013                                                        | 500 MB (gratuito) 5 o 20 GB                                        | 25 MB                                                                 | 4                 | Sì (attualmente beta-testing)        | Sì (attualmente beta-testing) | Sì (attualmente beta-testing) | SSL                           | 3 mesi                                      |
| Yahoo! Mail                     | Yahoo!                 | 8 ottobre 1997                                              | 1 TB                                                               | 25 MB (150 MB per file via Dropbox)                                   | 27                | La maggior parte dei paesi, o YPOPs! | Sì                            | Sì                            | SSL tranne versione classica. | 12 mesi                                     |
| Yandex Mail                     | Yandex                 | giugno 2000                                                 | Illimitato                                                         | 22 MB per file, totale 30 MB per mail (2 GB per file via Yandex Disk) | 6                 | Sì                                   | Sì                            | Sì                            | SSL, TLS                      | 24 mesi                                     |